# Дам'ян Патріарка
Дам'ян Патріарка (ісп. Damián Patriarca; нар. 28 червня 1983) — колишній аргентинський тенісист.
Найвищу одиночну позицію світового рейтингу — 253 місце досяг 10 квітня 2006, парну — 173 місце — 7 березня 2005 року.

## Титули на челленджерах

### Парний розряд: (2)
| Ранг | Рік  | Турнір              | Покриття | Партнер           | Суперники                         | Рахунок       |
| ---- | ---- | ------------------- | -------- | ----------------- | --------------------------------- | ------------- |
| 1.   | 2005 | Сантьяго, Чилі      | Ґрунт    | Джованні Лапентті | Енцо Артоні Ігнасіо Гонсалес Кінґ | 6–2, 4–6, 6–4 |
| 2.   | 2005 | Монтевідео, Уругвай | Ґрунт    | Бріан Дабуль      | Даніель Коллерер Олівер Марах     | 6–0, 6–4      |